# Николаевка (Лямбирский район)
Николаевка — деревня в Лямбирском районе; входит в состав Дальней сельской администрации. Население 365 чел. (2001), преимущественно русские.
Расположена на р. Большая Атьма, в 28 км от районного центра. Название-антропоним: основана после 1914 г. переселенцами из с. Богородского (Голицыно, ныне с. Первомайск) крестьянами Николаевыми. В «Списке населённых пунктов Средне-Волжского края» (1931) Николаевка — деревня из 84 дворов (466 чел.) Ромодановского района. В 1930-е гг. был образован колхоз им. Сталина, в 1970-е гг. — «Большевик», с 1999 г. — СХПК «Николаевский», специализировавшегося на молочном животноводстве. В Николаевке — средняя школа, библиотека, Дом культуры, медпункт, отделение связи; памятники В. И. Ленину, воинам, погибшим в годы Великой Отечественной войны. Уроженка Николаевки — заслуженный работник сельского хозяйства РМ Е. А. Авдошина

## Население
| 2002 | 2010 |
| ---- | ---- |
| 363  | ↘336 |

## Источник
- Энциклопедия Мордовия, М. Е. Митрофанова.